# Oomyzus
Oomyzus is een geslacht van vliesvleugeligen uit de familie Eulophidae. De wetenschappelijke naam van dit geslacht is voor het eerst geldig gepubliceerd in 1870 door Camillo Róndani.

## Soorten
Het geslacht Oomyzus omvat de volgende soorten:
- Oomyzus anomalus Graham, 1991
- Oomyzus brevistigma (Gahan, 1936)
- Oomyzus cerococci (Khan & Shafee, 1981)
- Oomyzus ellisorum Graham, 1991
- Oomyzus galerucivorus (Hedqvist, 1959)
- Oomyzus gallerucae (Fonscolombe, 1832)
- Oomyzus hemerobii Yefremova & Yegorenkova, 2010
- Oomyzus hubeiensis Sheng & Zhu, 1998
- Oomyzus incertus (Ratzeburg, 1844)
- Oomyzus liriomyzae Narendran, 2001
- Oomyzus mashhoodi (Khan & Shafee, 1981)
- Oomyzus neogallerucae Narendran, 2007
- Oomyzus pegomyae Graham, 1991
- Oomyzus propodealis Graham, 1991
- Oomyzus repentinus (Graham, 1985)
- Oomyzus rujumensis Yefremova & Yegorenkova, 2010
- Oomyzus scaposus (Thomson, 1878)
- Oomyzus sempronius (Erdös, 1954)
- Oomyzus sinensis Sheng & Zhu, 1998
- Oomyzus sokolowskii (Kurdjumov, 1912)
- Oomyzus tanaceti (Graham, 1985)
- Oomyzus tanakai Kamijo, 2000
- Oomyzus trounius Narendran, 2007
- Oomyzus tyriotes (Walker, 1839)
- Oomyzus viraktamathi Narendran, 2007
- Oomyzus waylaricus Narendran, 2007